# Michele Besaggio
Michele Besaggio (Italia, 28 de abril de 2002) es un futbolista italiano que juega como centrocampista.

## Trayectoria
De niño, se trasladó a Merlara. Se incorporó al sector juvenil del L.R. Vicenza Virtus cuando tenía 14 años. En la academia de los Biancorossi, cambió su papel de centrocampista a media punta. En agosto de 2018 el Vicenza lo liberó, y el sector juvenil del Génova no tardó en ficharlo.
En la temporada 2018-19, impresionó al entrenador del Génova sub-17, Luca Chiappino, con  5 goles en 24 partidos, debutando también con la sub-19 en un partido contra la Roma. También jugó 77 minutos en el Torneo de Viareggio como titular contra el Atlántida Sport Club. Su temporada 2019-20 la pasó alternando entre la sub-18 y la sub-19: 14 apariciones (dos en la Copa) y un gol con el primer equipo juvenil rojiazul; nueve, un gol y una asistencia con la sub-18.
En la temporada 2021-22 jugó con la el equipo sub-19 como jugador mayor de edad, con 12 goles y 7 asistencias en 33 partidos.
El 25 de agosto de 2022 la Juventus se hizo con él en calidad de cedido con opción de compra, quedando adscrito a la Juventus de Turín "B". El 3 de septiembre debutó con la Juventus de Turín "B" sustituyendo a Samuel Iling-Junior.

## Estadísticas

### Clubes
Actualizado al último partido disputado el 16 de septiembre de 2023.
| Club                           | Div.          | Temporada     | Liga  | Liga  | Copas nacionales | Copas nacionales | Copas internacionales | Copas internacionales | Total | Total |
| Club                           | Div.          | Temporada     | Part. | Goles | Part.            | Goles            | Part.                 | Goles                 | Part. | Goles |
| ------------------------------ | ------------- | ------------- | ----- | ----- | ---------------- | ---------------- | --------------------- | --------------------- | ----- | ----- |
| Juventus de Turín "B" · Italia | 3.ª           | 2022-23       | 33    | 2     | 6                | 0                | —                     | —                     | 39    | 2     |
| Juventus de Turín "B" · Italia | Total club    | Total club    | 33    | 2     | 6                | 0                | 0                     | 0                     | 39    | 2     |
| Brescia Calcio · Italia        | 2.ª           | 2023-24       | 1     | 0     | 0                | 0                | —                     | —                     | 1     | 0     |
| Brescia Calcio · Italia        | Total club    | Total club    | 1     | 0     | 0                | 0                | 0                     | 0                     | 1     | 0     |
| Total carrera                  | Total carrera | Total carrera | 34    | 2     | 6                | 0                | 0                     | 0                     | 40    | 2     |